# Dominic Fumusa
Dominic Fumusa (Dane County (Wisconsin), 13 september 1969) is een Amerikaans acteur.

## Biografie
Fumusa heeft gestudeerd aan de Lawrence University in Appleton (Wisconsin). Hij is vanaf 2002 getrouwd met Ilana Levine met wie hij twee kinderen heeft.

## Filmografie

### Films
Uitgezonderd korte films.
- 2021 Sweet Girl - als Sam Walker
- 2020 Making the Day - als filmster
- 2019 The Report - als George Tenet
- 2018 Fourplay - als Joe
- 2018 Human Affairs - als Sidney
- 2017 Staring at the Sun - als rechercheur Russo
- 2016 The Wilding - als George
- 2016 One Fall - als Tom Schmidt
- 2016 13 Hours: The Secret Soldiers of Benghazi - als John 'Tig' Tiegen
- 2012 Delivering the Goods – als Vinnie
- 2012 Recalled – als kapitein Angelo
- 2011 One Fall – als Tom Schmidt
- 2010 Helena from the Wedding – als Don
- 2009 Staten Island – als Giammarino
- 2008 Management – als Stan Ball
- 2006 Grilled – als Ralph
- 2006 Chloe's Prayer – als Matthew
- 2002 The Guru – als Waldo Hernandez

### Televisieseries
Uitgezonderd eenmalige gastrollen.
- 2023 Justified: City Primeval - als Bill Downey - 2 afl.
- 2019 - 2023 Godfather of Harlem - als pastoor Louis - 14 afl.
- 2021 The Equalizer - als rechercheur Ken Mallory - 3 afl.
- 2019 Divorce - als Jeremy - 5 afl.
- 2018 The Purge - als Pete de agent - 5 afl.
- 2018 Goliath - als rechercheur Keith Roman - 6 afl.
- 2017 Taken - als Harry Ward - 3 afl.
- 2016 - 2017 Homeland - als Ray Conlin - 5 afl.
- 2009 – 2015 Nurse Jackie – als Kevin Peyton – 79 afl.
- 2011 – 2012 Law & Order: Special Victims Unit – als kapitein Jason Harris – 2 afl.
- 2008 As the World Turns – als Gray Gerard – 18 afl.